# Aplopsis grisea
Aplopsis grisea är en skalbaggsart som beskrevs av Hermann Burmeister 1855. Aplopsis grisea ingår i släktet Aplopsis och familjen Melolonthidae. Inga underarter finns listade i Catalogue of Life.